# Домостроительная улица (Москва)
Домострои́тельная улица — улица в Западном административном округе города Москвы в посёлке Востряково. Проходит от улицы Матросова до Боровского шоссе параллельно МКАД.

## Происхождение названия
Названа в 1969 году по домостроительному комбинату № 3, находившемуся на улице до 2017 года. Прежнее название Первомайская улица.

## История
Улица возникла в середине 1950-х годов в рабочем посёлке Востряково. После расширения границ Москвы в августе 1960 года оказалась в черте Москвы. В конце 1964 года по улице провели автобусный маршрут № 66. В 1968 году вдоль улицы построен единственный крупнопанельный девятиподъездный жилой дом (№ 3). В середине 1970-х годов в востряковской библиотеке ставил спектакли будущий руководитель Театра на Юго-Западе Валерий Белякович. «Второй премьерой был криминальный фарс „Беда“ по мотивам „Беды от нежного сердца“ Вл. Сологуба. „Беда“ игралась в востряковской библиотеке, которой заведовал Валерий Белякович в тесной каморке для хранения макулатуры, на втором этаже, под самой крышей».

## Примечательные здания и сооружения
По нечётной стороне:
- № 1, корп. 1 — Библиотека ЗАО № 189.

По чётной стороне:
- № 2 — здание бывшего клуба «Родина» (1954).

## Транспорт
В начале улицы находится платформа Мещёрская. По улице проходят автобусы 32, 66, 862.